# Guangxi

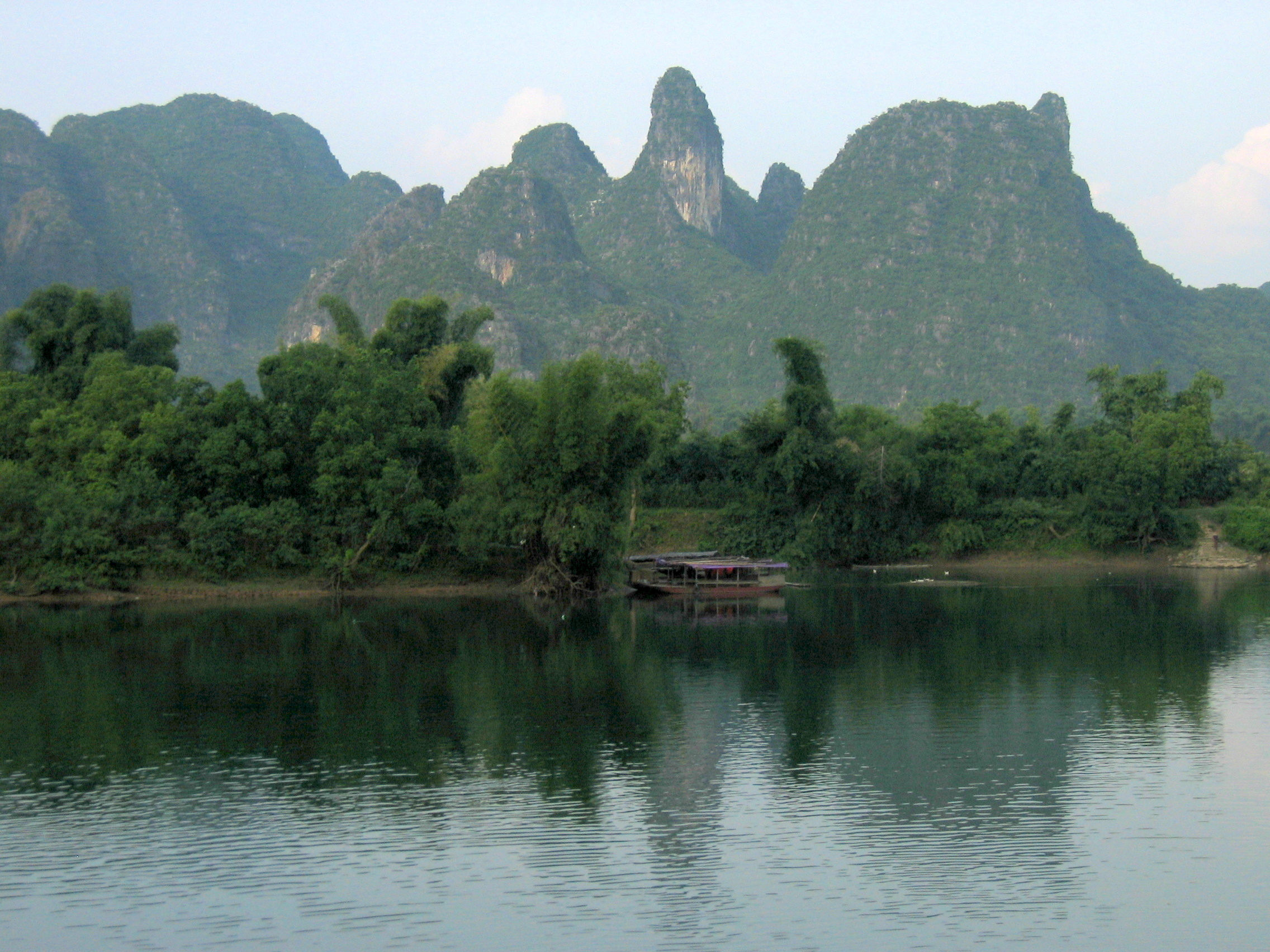
Karstgebergte vanaf de Li rivier

Guangxi of Guangxi Zhuang Autonome Regio (vereenvoudigd Chinees: 广西壮族自治区; traditioneel Chinees: 廣西壯族自治區; pinyin: Guǎngxī Zhuàngzú Zìzhìqū; Zhuang: Gvangjsih Bouxcuengh Swcigih) is een autonome regio van de Volksrepubliek China.
De bevolking van Guangxi bestaat voor het grootste deel uit 12 etnische groeperingen waarvan de Zhuang historisch de grootste groepering is. Tegenwoordig vormen echter de Han-Chinezen met 60% de meerderheid. Andere bevolkingsgroepen zijn Yao, Miao, Dong, Mulam, Maonan, Hui, Gin, Yi, Sui en Gelao. Daarnaast zijn er nog 25 andere etnische groeperingen vertegenwoordigd. In 1958 verkreeg Guangxi vanwege het hoge aandeel aan nationale minderheden de status van autonome regio.

## Aangrenzende provincies
| Aangrenzende provincies                  | Aangrenzende provincies | Aangrenzende provincies | Aangrenzende provincies | Aangrenzende provincies |
| ---------------------------------------- | ----------------------- | ----------------------- | ----------------------- | ----------------------- |
|                                          |                         | Guizhou                 |                         | Hunan                   |
|                                          |                         |                         |                         |                         |
| Yunnan                                   | Guangdong               |                         |                         |                         |
|                                          |                         |                         |                         |                         |
| Cao Bang, Lang Son, Quảng Ninh (Vietnam) |                         |                         |                         |                         |

## Bestuurlijke indeling
De bestuurlijke indeling van Guangxi ziet er als volgt uit:
|                  |               |          |                   |                    |  |  |  |
| Nr.              | Naam          | Hanzi    | Hanyu Pinyin      | Zhuang             |  |  |  |
| Stadsprefecturen |               |          |                   |                    |  |  |  |
| 1                | Baise         | 百色市   | Bǎisè Shì         | Baksaek Si         |  |  |  |
| 2                | Hechi         | 河池市   | Héchí Shì         | Hozciz Si          |  |  |  |
| 3                | Liuzhou       | 柳州市   | Liǔzhōu Shì       | Liujcouh Si        |  |  |  |
| 4                | Guilin        | 桂林市   | Guìlín Shì        | Gveilinz Si        |  |  |  |
| 5                | Hezhou        | 贺州市   | Hézhōu Shì        | Hohcouh Si         |  |  |  |
| 6                | Chongzuo      | 崇左市   | Chóngzuǒ Shì      | Cungzcoj Si        |  |  |  |
| 7                | Nanning       | 南宁市   | Nánníng Shì       | Namzningz Si       |  |  |  |
| 8                | Laibin        | 来宾市   | Láibīn Shì        | Leizbingz Si       |  |  |  |
| 9                | Guigang       | 贵港市   | Guìgǎng Shì       | Gveigangj Si       |  |  |  |
| 10               | Wuzhou        | 梧州市   | Wúzhōu Shì        | Ngouzcouh Si       |  |  |  |
| 11               | Fangchenggang | 防城港市 | Fángchénggǎng Shì | Fangzcwngzgangj Si |  |  |  |
| 12               | Qinzhou       | 钦州市   | Qīnzhōu Shì       | Ginhcouh Si        |  |  |  |
| 13               | Beihai        | 北海市   | Běihǎi Shì        | Baekhaij Si        |  |  |  |
| 14               | Yulin         | 玉林市   | Yùlín Shì         | Yoglinz Si         |  |  |  |

## Steden in autonome regio Guangxi
- Beihai
- Beiliu
- Cenxi
- Fangchenggang
- Guilin
- Liuzhou
- Nanning (hoofdstad)
- Wuzhou
- Yulin

## Trivia
- Een toeristische attractie is de Yueliang Shan.